# Frieden von Stockelsdorf
Der Frieden von Stockelsdorf war ein am 18. November 1534 bei Stockelsdorf vor den Toren der Hansestadt Lübeck geschlossener Teilfrieden der Grafenfehde, der den Krieg in Holstein und dem Lübecker Umland beendete, während er in Dänemark fortgesetzt wurde.
Als im Frühjahr 1534 die Grafenfehde ausbrach, griffen die Lübecker unter ihrem Bürgermeister Jürgen Wullenwever und ihrem Hauptmann Marx Meyer zunächst holsteinisches Gebiet an, während Christoph von Oldenburg in Dänemark agierte. Ersten schnellen Siegen der Lübecker folgten bald kriegerische Misserfolge. Herzog Christian gelang es schon bald, Travemünde einzunehmen, von wo aus er Lübeck belagerte, indem er die Trave absperrte. Auf diese Weise wurde jeglicher Handel unmöglich. Wullenwevers Beliebtheit in der Stadt sank rapide. Zu diesem Zeitpunkt wurden erste Klagen laut, dass er auf niemanden mehr höre als auf den aus Hamburg gebürtigen Syndicus Johann Oldendorp und seinen Feldherrn, den Hamburger Ankerschmied Marx Meyer. 
Herzog Christian war an einer schnellen Beendigung des Konflikts in Holstein gelegen, damit er seine Kräfte auf Dänemark konzentrieren konnte. So war der am 18. November 1534 geschlossene Frieden von Stockelsdorf, den Krieg in Holstein beendete, für Lübeck recht glimpflich: Mit Zustimmung aller Beteiligten wurde in Dänemark weitergekämpft. Das zwischenzeitlich von Dänen blockierte und besetzte Travemünde wurde gegen das von Marx Meyer besetzte Trittau zurückgetauscht. 
Die Lübecker Bürgerschaft empörte sich wegen der wirtschaftlichen Folgen des Krieges und setzte den Rücktritt vieler Unterstützer Wullenwevers, Ratsherren aus dem Kreis der Bürgerausschusses der 64er, und die Rückkehr der von diesen abgesetzten Ratsherren um Nikolaus Brömse nach Lübeck durch.